# Jardin du Père-Armand-David
Le jardin du Père-Armand-David est un espace vert situé rue du Cherche-Midi dans le quartier Notre-Dame-des-Champs du 6e arrondissement de Paris.

## Situation et accès
L'entrée se fait par le 90, rue du Cherche-Midi.
Le jardin est desservi par la ligne 10 à la station Vaneau.

## Description
D'une superficie de 500 m2, il est essentiellement planté de tilleuls et de platanes, mais il est également orné de massifs carrés, agrémentés de plantes médicinales et aromatiques s’inspirant des jardins religieux. Une aire de jeux est aménagée pour les enfants.

## Origine du nom
Il porte le nom du missionnaire lazariste français, zoologiste et botaniste le père Armand David (1826-1900).

## Historique
La Congrégation de la Mission, dite les Lazaristes, est installée dans ces lieux depuis 1817.
Le jardin est ouvert en 2018.